# Georges Capdeville
Georges Capdeville (nome completo: Pierre Georges Louis Capdeville; Bordeaux, 30 ottobre 1899 – Lesparre-Médoc, 24 febbraio 1991) è stato un arbitro di calcio francese.
È famoso per aver diretto la finale del campionato del mondo 1938 tra Italia e Ungheria; oltre ad esser stato il primo arbitro francese in una finale di Coppa del Mondo di calcio, è anche l'unico ad averne diretta una in un'edizione disputata nel proprio paese di origine.
Inoltre, nel corso della sua carriera, ha arbitrato 3 finali di Coppa di Francia (edizioni 1935-1936, 1941-1942 e 1944-1945).